# Sete Lagoas
Sete Lagoas est une ville brésilienne du centre de l'État du Minas Gerais. Elle se situe par une latitude de 19° 27' 57" sud et par une longitude de 44° 14' 49" ouest, à une altitude de 766 mètres. Sa population était estimée à 227 571 habitants en 2013. La municipalité s'étend sur 537 km2.

## Maires
| Période | Période | Identité                     | Étiquette | Qualité |
| ------- | ------- | ---------------------------- | --------- | ------- |
| 2009    | 2012    | Mário Márcio Campolina Paiva | PSDB      |         |

## Géographie
Située à 72 km de Belo Horizonte, Sete Lagoas occupe une position stratégique dans la région géographique intermédiaire de Belo Horizonte, et la municipalité fait partie intégrante du collier métropolitain de la région métropolitaine de Belo Horizonte. Il dispose d'une ligne de chemin de fer et d'un gazoduc souterrain. Sete Lagoas se classe au douzième rang des villes les plus peuplées du Minas Gerais. Sete Lagoas est située dans la région géographique immédiate du même nom, formée par les communes d'Araçaí, Baldim, Cachoeira da Prata, Caetanópolis, Capim Branco, Conceição do Mato Dentro, Congonhas do Norte, Cordisburgo, Fortuna de Minas, Funilândia, Inhaúma, Jequitibá, Matozinhos, Morro do Pilar, Paraopeba, Prudente de Morais, Santana de Pirapama et Santana do Riacho.

## Sport
- Stade Joaquim Henrique Nogueira